# 세인트데이비즈

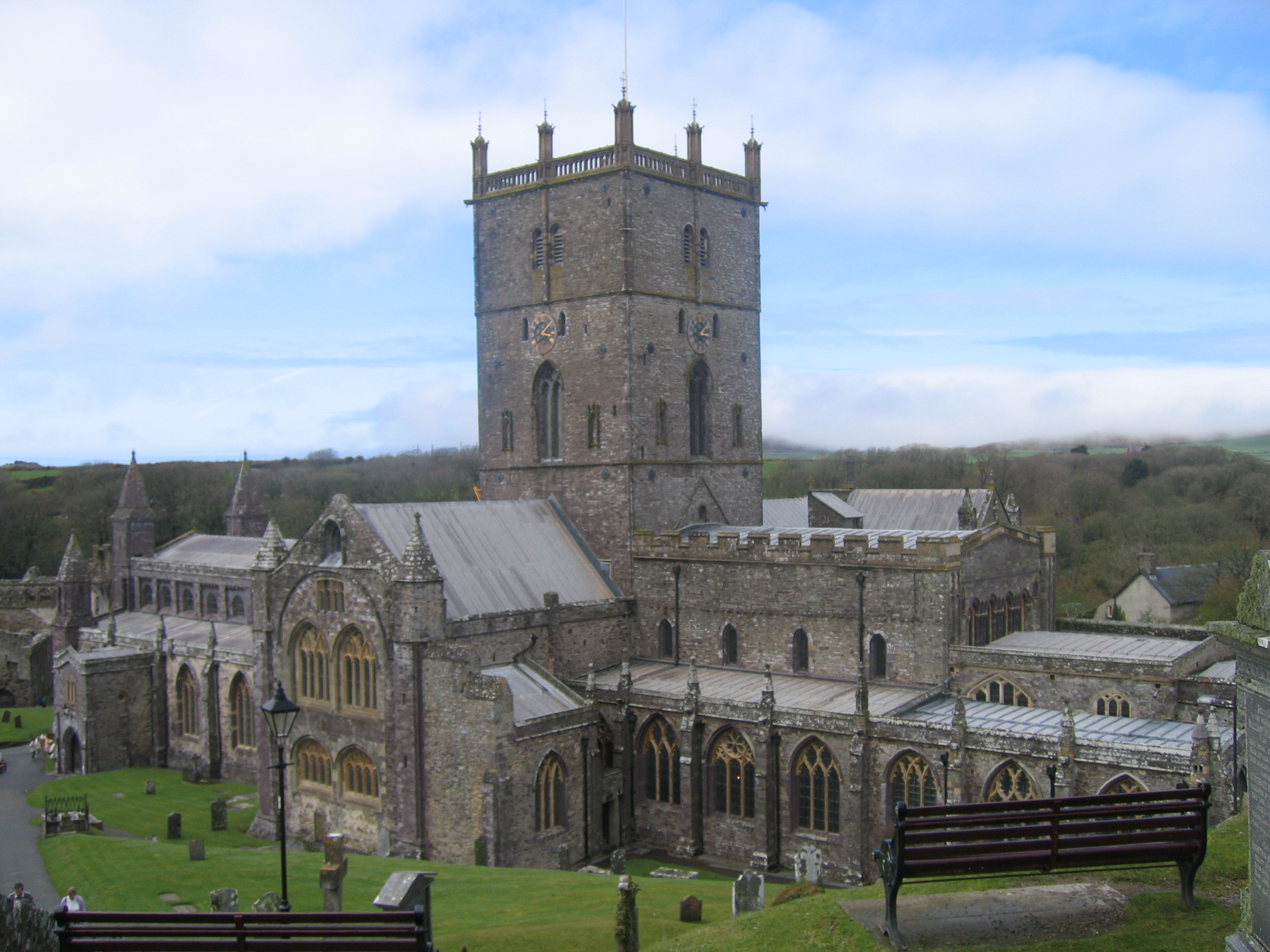
세인트데이비즈 성당

세인트데이비즈(영어: St Davids, 웨일스어: Tyddewi 터데위)는 영국 웨일스 펨브로크셔에 위치한 도시로 인구는 1,841명(2011년 기준)이다.